# خوسيه أنخيل زيغاندا
خوسيه أنخيل زيغاندا (الإسبانية: José Ángel Ziganda)؛ (1 أكتوبر 1966 — ) هو لاعب كرة قدم، ومدرب كرة قدم إسباني، لعب في مركز مهاجم صريح ‏.

## وصلات خارجية
- خوسيه أنخيل زيغاندا على موقع قاعدة بيانات كرة القدم.إي يو (الإنجليزية)
- خوسيه أنخيل زيغاندا على موقع ناشيونال فوتبول تيمز (الإنجليزية)